# Никола II Франсуа (герцог Лотарингии)
Никола Франсуа, также известный как Никола II (фр. Nicolas François de Lorraine; 6 декабря 1609 — 25 января 1670) — герцог Лотарингии и Бара в течение нескольких месяцев 1634 года.

## Биография
Никола Франсуа был младшим сыном герцога Франсуа II и Кристины Сальмской. Рождённый в день святого Николая, был назван в его честь. Его сестрой была Маргарита Лотарингская, жена герцога Гастона Орлеанского.
С детства выбрал духовную карьеру. Коадъютор епископства Туль с 1619 года, епископ с 1624 года, хотя и не принимал духовного сана. Был аббатом «in commendam» нескольких богатых монастырей.
В 1626 году назначен кардиналом. Когда в феврале 1634 года его брат Карл IV отрекся от престола, Никола Франсуа стал герцогом Лотарингии. Он отказался от кардинальского и епископского сана и женился на своей кузине Клод Лотарингской, второй дочери герцога Генриха II.
Уже в марте 1634 года Лотарингию оккупировали французские войска. Вскоре после этого Никола Франсуа отрекся от герцогского престола в пользу своего старшего брата Карла — бывшего герцога, несмотря на это конфликт с Францией так и не был урегулирован, в связи с претензиями Лотарингских, уже в третьем поколении (в лице деда Николя, Карла III) на французский трон, от которых они так официально не отказались, выдвигая их снова. В 1658 году он временно примирился с французами и вместе с сыном участвовал на их стороне в Битве на Дюнах от 14 июня того же года, возглавляя лотарингские войска. Благодаря этому его брат Карл IV в 1661 году был временно восстановлен на герцогском престоле. Таким образом из за вечной борьбы с Французской короной за престол меняя стороны конфликта, репутация Лотарингского дома сильно пострадала. Большое желание и тяга Лотарингских сделать свой род, из герцогского в королевский, лишь для престижа, знатности и роскошного статуса, брала верх над логикой и здравым смыслом. Как итог, Франция полностью оккупировала родовые земли Лотарингских, с конфискацией титулов. Впоследствии все земли и титулы перешли к роду Станислава Лещинского и вернулись обратно к Французской короне, династии Французских Бурбонов, в результате брака его дочери (Станислав Лещинский имел только двух дочерей и только лишь одна из них, старшая, вышла замуж) Марии Лещинской с Людовиком XV.

## Семья и потомство
Никола Франсуа был женат на своей кузине Клод Франсуазе Лотарингской (р. 1612 — ум. 1648 во время родов), дочери Генриха II Лотарингского и Марии Мантуанской.
Дети:
- Фердинанд Филипп (29.12.1639 — 1.04.1659) — принц Лотарингский, герцог Барский;
- Карл Леопольд (3.04.1643 — 18.04.1690) — герцог Лотарингии;
- Анна Элеонора (умерла в младенчестве);
- Анна Мария Тереза Лотарингская (30.07.1648 — 17.06.1661) — аббатиса Рамирмонского аббатства;
- Мария Анна (30.07.1648 — дата смерти не известна).